# Victoria (Malezja)
Victoria (inna nazwa: Bandar Labuan) – miasto w Malezji, stolica terytorium federalnego Labuan. W 2000 roku liczyło 54 752 mieszkańców. Na obrzeżach miasta znajduje się port lotniczy Labuan.

## Klimat
| Miesiąc                           | Sty | Lut | Mar | Kwi  | Maj  | Cze  | Lip  | Sie  | Wrz  | Paź  | Lis  | Gru  | Roczna |
| --------------------------------- | --- | --- | --- | ---- | ---- | ---- | ---- | ---- | ---- | ---- | ---- | ---- | ------ |
| Średnie temperatury w dzień [°C]  | 30  | 30  | 31  | 32   | 32   | 31   | 31   | 31   | 31   | 31   | 31   | 30   | 31     |
| Średnie temperatury w nocy [°C]   | 24  | 24  | 24  | 24   | 24   | 24   | 25   | 24   | 24   | 24   | 24   | 24   | 24     |
| Opady [cm]                        | 4.4 | 4.6 | 5.9 | 11.7 | 13.6 | 13.8 | 12.5 | 11.7 | 16.4 | 18.3 | 16.5 | 11.2 | 140,6  |
| Źródło: Weatherbase Listopad 2011 |     |     |     |      |      |      |      |      |      |      |      |      |        |